# Arie Storm
Arie Storm (Den Haag, 20 juli 1963) is een Nederlands schrijver en literatuurcriticus.
Hij debuteerde in 1994 met de roman Hémans duik, die vervolgens werd genomineerd voor de Debutantenprijs. Tegenwoordig schrijft hij voor Het Parool, Vrij Nederland en Propria Cures. Vroeger publiceerde hij ook in Bzzlletin en Snoecks Almanak.
Storm was van 2007 tot 2014 te horen als literatuurrecensent in de TROS Nieuwsshow op NPO Radio 1 (zaterdagmorgen rond half 11). Ook heeft Storm werk vertaald van onder anderen John Banville, Peter Ackroyd en James Wood.

## Biografie
Arie Storm werd in 1963 geboren in Den Haag en is opgegroeid in de Schilderswijk. Na in deze stad zijn vwo-diploma gehaald te hebben, verhuisde hij naar Amsterdam om Nederlands te gaan studeren aan de Universiteit van Amsterdam.
Begin 1986 schreef Storm recensies voor het tijdschrift Meermin; het jaar erna was hij mede-auteur van de campinggids Kamperen als hobby. Zijn debuutroman in 1994 was Hémans duik.

## Stijl
De meest opvallende kenmerken van de schrijfstijl van Storm zijn volgens literatuurwetenschapper Marc van Zoggel de hyperbool en de parabool, oftewel overdrijving en understatement. De overdrijving loopt soms uit op absurdisme.
Typerend voor de romanstijl van Storm is dat allerlei figuren uit de literaire wereld er nauwelijks vermomd in optreden, waardoor zijn romans kenmerken van een sleutelroman krijgen. Hij maakt veel gebruik van ironie als stijlelement.

## Thematiek
De verhouding tussen fictie en werkelijkheid wordt in het werk van Storm onderzocht. Daartoe maakt de auteur vanaf zijn debuut Hémans duik, waarin de protagonist nadrukkelijk een papieren figuur is, gebruik van metafictie. Daarnaast zet hij autobiografische gegevens in, die door middel van vertekening, zoals uitvergroting en verdubbeling, hun eenduidig autobiografische aard verliezen. Ook satirische elementen spelen daarbij een rol. Volgens Van Zoggel is de tweede roman van Storm, Hemellicht uit 1997, een sleutelroman over de literaire wereld waarin wordt afgerekend met enkele critici.
Vanaf zijn derde roman, De ongeborene uit 2001, wordt de verhouding fictie en werkelijkheid nog aangescherpt doordat de protagonist-vertellers steeds Arie Storm heten en de hoeveelheid verifieerbare gegevens toeneemt. Verificatie brengt echter ook fictionele elementen aan het licht: zo verwerkt de hoofdpersoon van de roman Gevoel uit 2004 de dood van zijn vader, terwijl de vader van de auteur nog leefde.
Een ander element in het spel van feit en fictie is dat Storm de reacties op zijn boeken aan de orde stelt in zijn romans. Volgens Van Zoggel hangt dit samen met zijn literatuuropvatting, die zich afzet tegen eenduidig autobiografisch proza. Voor Storm voegt een roman iets aan de werkelijkheid toe en is geen beschrijving van de werkelijkheid. Bovendien lijkt de auteur de vraag naar het werkelijkheidsgehalte nadrukkelijk ongeldig te verklaren als hij zegt: 'Ik beschouw een roman als een volkomen zelfstandig kunstwerk.'

## Receptie
Storms werk wordt wisselend ontvangen door literatuurcritici, uiteenlopend van positief tot vernietigend. In 2011 noteerde het Kritisch lexicon van de moderne Nederlandstalige literatuur dat zijn eerste twee romans, Hémans duik en Hemellicht, zeer uiteenlopend ontvangen werden, terwijl voor de drie navolgende romans de kritiek minder extremen kende. Het noemt Jeroen Vullings en Marja Pruis onder opbouwend-kritische recensenten, terwijl Theodor Holman en Ronald Giphart uitgesproken negatief waren.
Criticus Joost de Vries van De Groene Amsterdammer noemde Luisteren hoe huizen ademen een van de ongewoonste romans van het jaar 2013. De Vries stoorde zich aan de negatieve typering van de collega's van Storm bij het toenmalige radioprogramma Tros Nieuwsshow, met name van presentator Mieke van der Weij, maar de tekening van de liefde in het gezin van Voois achtte hij intiem en overtuigend. De recensent Storm is volgens De Vries 'borderline corrupt': zo zou Storm standaard een lagere waardering uitdelen aan auteurs met commercieel succes en een hogere aan auteurs die door zijn bij een uitgeverij werkzame vrouw geredigeerd waren.
Volgens Rob Schouten van Trouw vertoont het oeuvre van Storm een merkwaardige discrepantie in de duidelijk autobiografische aard ervan en de nadruk op fictie als maatstaf. Schouten ziet als kracht van het schrijverschap van Storm dat tal van clichés over schrijven en de aard van een schrijver onbeschaamd opgelepeld worden. Hij noemde de roman Een diadeem van dauw (2017) dan ook 'het zoveelste navelstaarderige verhaal van Storm over een schrijver die zijn eigen schrijverij onder de loep neemt.'

## Werken
- Hémans duik (1994)
- Hemellicht (1997)
- De ongeborene (2001)
- Afgunst (2003)
- Gevoel (2004)
- De X-files van de literatuur (2005)
- De bruid en de kogel (2007)
- Het onontkoombaar eigene van de Nederlandse literatuur (2009)
- Luisteren hoe huizen ademen (2013)
- Het schrijven van een roman (2014)
- Maans stilte (2015)
- Het laatste testament van Frans Kellendonk (2015)
- Een diadeem van dauw (2017)
- Het horrortheater van de Nederlandse literatuur (2019)
- List en leed (2019)
- Schoonheidsdrift (2021)
- De harp (2022)